# Задужбина Драгице и Михаила Срећковића
Задужбина Драгице и Михаила Срећковића настала је са идејом Генерала Михаила Срећковића да помогне сиромашним породицима активних и резервних официра српске војске.
Својим тестаментом Срећковић завештава своје имање на адреси Таковска 12-14 у Београду, за оснивање фонда за помоћ породицама српских официра. На поклоњеном имању 1938. бива изграђена зграда, са покренутим хуманитарним фондом, да би се као и многе задужбине после Другог светског рата угасила. Тако 1954. године, задужбина бива угашена, а имовина национаизована. На том месту 1954. године поставља се табла ГО Палилуле, која се и данас налази на тој локацији.